# Grup de la batisita
El grup de la batisita és un grup de minerals format per titanosilicats ortoròmbics. El grup està integrat per tres espècies: la batisita, que és l'espècie que li dona nom, la noonkanbahita i la shcherbakovita. Aquest grup també es va arribar a conèixer durant un temps com grup de la shcherbakovita.
| Espècie        | Fórmula                     |
| -------------- | --------------------------- |
| Batisita       | BaNaNaTi₂(Si₄O₁₂)O₂         |
| Noonkanbahita  | BaKNaTi₂(Si₄O₁₂)O₂          |
| Shcherbakovita | (K,Ba)KNa(Ti,Nb)₂(Si₄O₁₂)O₂ |

Segons la classificació de Nickel-Strunz, els minerals del grup de la batisita pertanyen a "09.DH - Inosilicats amb 4 cadenes senzilles periòdiques, Si₄O₁₂» juntament amb els següents minerals: leucofanita, ohmilita, haradaïta, suzukiïta, taikanita, krauskopfita, balangeroïta, gageïta, enigmatita, dorrita, høgtuvaïta, krinovita, makarochkinita, rhönita, serendibita, welshita, wilkinsonita, safirina, khmaralita, surinamita, deerita, howieïta, taneyamalita, johninnesita i agrel·lita.
Les tres espècies que integren aquest grup són molt rares i els jaciments on s'hi han pogut trobar són molt escasos. Han estat descrites a l'estat de Wyoming (Estats Units), el Canadà, el Brasil, Alemanya, Rússia i Austràlia.